# Argujillo
Argujillo és un municipi de la província de Zamora a la comunitat autònoma de Castella i Lleó.

## Nascuts a Argulillo
- Arturo Rebollo Alonso (1933-2025), enginyer i arquitecte, conegut per la seva obra mestra, la presa de Susqueda (1961-1968).[1]

## Demografia[Cal actualitzar]
| 1991 | 1996 | 2001 | 2004 |
| ---- | ---- | ---- | ---- |
| 447  | 404  | 383  | 355  |